# 小鱗錐首魚
小鱗錐首魚，為黑頭魚科的其中一種，為深海魚類，分布於東北大西洋愛爾蘭與摩洛哥外海海域，棲息深度1000-2200公尺，體長可達27公分，棲息在中層水域，生活習性不明。
其种加词“microlepis”意为“细鳞的”。